# Alexei Konstantinovich Skvortsov
Alekséi Konstantínovich Skvortsov (1920 - 2008) foi um botânico e explorador russo e autor de numerosos artigos.
Foi editor da revista Priroda (Natureza) de 1971 a 2005. Autor de populares artigos de botânica, biologia evolutiva e darwinismo. Um botânico de vasta erudição, Skvortsov foi supervisor e importante contribuidor para muitas floras regionais e um grande colector de espécimenes vegetais. Pelo menos 80 mil amostras classificadas conseguiu reunir enquanto viajava por inúmeros locais da União Soviética, incluindo as mais remotas regiões da Rússia e ex-repúblicas. Também explorou outros países, norte e centro da Europa, Estados Unidos, Índia, China. Estabeleceu o herbário do Jardim botânico de Moscoco como depósito central e com um enorme intercâmbio com programas estrangeiros.
No IPNI existe registo de 114 espécies identificadas e nomeadas por Skvortsov.

## Honras

### Epónimos
- Festuca skvortsovii E.B.Alexeev[2]
- Salix alexi-skvortsovii A.P.Khokhr. [3]
- Legousia skvortsovii Proskur.
- Circaea × skvortsovii Boufford[4]
- Potamogeton skvortsovii Klinkova[5]
- Poa skvortzovii Prob., et al.